# ابو مکی
ابو مکی (به عربی: أبو مکی) یک روستا در سوریه است که در ناحیه مرکزی معره‌النعمان واقع شده‌است. ابو مکی ۲٬۴۵۵ نفر جمعیت دارد.